# Husaröleden

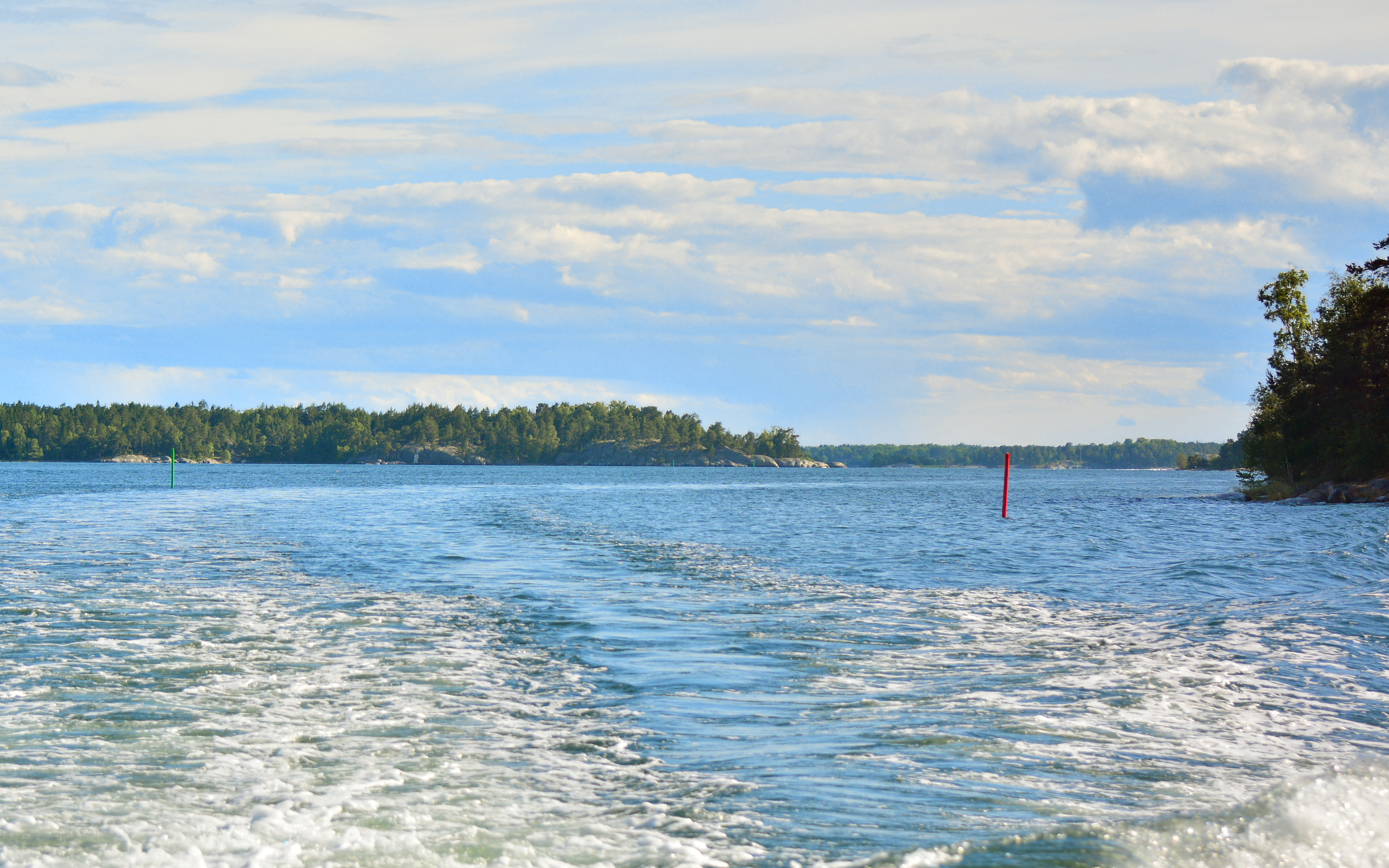
Husaröleden vid Husarö är rikligt utprickad.

Husaröleden är en gammal farled i Stockholms skärgård som sträcker sig från Kanholmsfjärden norrut mot trakten av Furusund. Den märktes ut för båtarna från Waxholmsbolaget som sedan början av 1900-talet trafikerar öarna norr om Möja. Men leden har använts för sjötrafik betydligt längre än så. Sträckan från Runmarö till Arholma som beskrivs i det danska itinerariet från 1200-talet motsvarar ganska precis dagens Husaröled.
Leden går väster om Möja, förbi Finnhamn, Husarö, Östra Lagnö, mellan Blidö och Yxlan till Blidösunds norra ände. Leddjupet är 4,2 meter.
I fritidsbåtssammanhang brukar ofta bara delen genom Österåkers kommun benämnas Husaröleden. Delarna genom Blidösund i Norrtälje kommun och över Möja västerfjärd i Värmdö kommun är betydligt mer lättnavigerade och farleden fyller inte samma funktion för båtsporten där som den gör genom de trånga och slingande passagerna runt Finnhamn.